# Bánffy György (zarándi főispán)
Losonczi báró Bánffy György (Bánffi György) (1772 – Kolozsvár, 1832. december 23.), Zaránd vármegye főispánja.

## Élete
A báró losónczi Bánffy család sarja. Bánffy György (1739–1805) Kraszna és Doboka vármegye főispánjának és Wesselényi Zsuzsannának fia volt.

## Munkája
- Dissertatio de ratione hominum cognoscendi res externas sensibiles sive corpora. Nagyszeben, 1790. (Ezen értekezését bölcseleti tanulmányainak befejeztével írta.)

Kovachich Márton Györgyhöz írt három levelét 1795–97-ből az Országos Széchényi Könyvtár őrzi.